# هاري فريتز
هاري فريتز (بالإنجليزية: Harry Fritz)‏ هو لاعب كرة قاعدة أمريكي، ولد في 30 سبتمبر 1890 في فيلادلفيا في الولايات المتحدة، وتوفي في 4 نوفمبر 1974 في كولومبوس في الولايات المتحدة.

## وصلات خارجية
- هاري فريتز على موقعبيزبول رفرنس.كوم (الدوري الرئيسي) (الإنجليزية)
- هاري فريتز على موقعبيزبول رفرنس.كوم (الدوري الثانوي) (الإنجليزية)